# Margareta av Caesarea
Margareta av Caesarea, född 1200-talet, död efter 1255, var regerande dam av herredömet Caesarea i kungariket Jerusalem mellan 1238 och 1277.
Hennes far avled mellan 1238 och 1241. Hon ärvde då formellt Caesarea. I praktiken tycks hon inte ha tillträtt arvet förrän 1249. Hennes dödsår är okänt. Hon nämns senast år 1255. Hon efterträddes av sin son, men det är inte känt när han efterträdde henne, bara att han nämns som regent år 1277 och alltså måste ha tillträtt senast det året. 